# Goodenia hispida
Goodenia hispida är en tvåhjärtbladig växtart som beskrevs av Robert Brown. Goodenia hispida ingår i släktet Goodenia och familjen Goodeniaceae. Inga underarter finns listade i Catalogue of Life.